# Egmont Kids Media
Egmont Kids Media A/S (tidligere Serieforlaget) er en del af Egmont koncernen. Det startede med udgivelsen af Anders And og Co.. I dag udgiver Egmont Kids Media A/S foruden Anders And og Co. også Jumbobogen og Basserne men udgiver desuden ungdomsmagasiner som blandt andet Goal, Wendy og Olivia og bladene Anders And Junior, Rasmus Klump, Prinsesser, Biler, Phineas og Ferb, Barbie, Spider-Man Kids, Monster High og MovieStarPlanet  . Egmont Kids Medias kernefokus er underholdning til børn og unge og udgiver derfor også masser af Apps, f.eks. Rasmus Klump, Pixeline Stjernehotellet, Flunkerne, Fusentasterne, Magnus & Myggen etc.
Egmont Kids Media A/S tæller i dag omkring 30 medarbejder og har adresse på Vognmagergade 11 i midten af København. Den øverste leder for Egmont Serieforlaget er Frank Knau, der ligeledes er koncerndirektør for Egmonts Kids Media division.

## Ekstern henvisning
- Egmont Serieforlagets hjemmeside Arkiveret 24. september 2020 hos  Wayback Machine